# Русинов, Иван Сергеевич
Ива́н Серге́евич Руси́нов (1925—1982) — советский рабочий, мастер печного цеха на химическом производстве, Герой Социалистического Труда.

## Биография
Родился в 1925 году.
Работал мастером печного цеха ПО «Куйбышевфосфор», г. Тольятти.
Умер в 1982 году.

## Награды
- Герой Социалистического Труда (1974, за выдающиеся успехи в выполнении и перевыполнении плана 1973 года и принятых социалистических обязательств).
- Орден Ленина (1974).